# Saint-Jacques-des-Arrêts
Pour les articles homonymes, voir Saint-Jacques.
Saint-Jacques-des-Arrêts est une ancienne commune française, située dans le département du Rhône en région Auvergne-Rhône-Alpes. Le 1er janvier 2019, elle devient une commune déléguée de Deux-Grosnes.

## Géographie
Saint-Jacques-des-Arrêts fait partie du Haut Beaujolais.
La commune comporte 14 hameaux, à savoir :
- la Bachasse
- Boubon
- Chagny
- les Charmes
- le Creux des Vaults
- les Grandes Dianes
- les Grands Balvays
- la Maison Neuve
- les Petites Dianes
- les Petits Balvays
- les Rivets
- la Rivière
- la Tonne
- Valverin

## Histoire
- En 1275, le testament de Hugues de Pizay mentionne les biens qu'il possède à Saint-Jacques.
- Vers 1600, se construit un château féodal.
- À partir de 1664, Saint-Jacques dispose d'un curé attitré ; le premier sera Victor Aubraille ; auparavant, c'était un vicaire d'Ouroux qui assurait les offices.
- La famille Charrier de la Roche possède le fief de Saint-Jacques-des-Arrêts. On trouve successivement :
  - Georges Antoine Charrier (né en 1675), seigneur de la Roche-Juillé ;
  - Guillaume Charrier (né en 1702), seigneur de la Roche-Juillé, fils du précédent ;
  - Jean-Baptiste Charrier, baron de la Roche, fils du précédent ;
  - Jacques Catherin Charrier de la Roche, troisième fils de Guillaume.
- En 1793, le curé Bardonèche est fait prisonnier et exécuté à Lyon, place des Terreaux.
- Par arrêté préfectoral du 29 octobre 2018, la commune disparaît le 1er janvier 2019 au profit de Deux-Grosnes qui regroupe aussi les communes d'Avenas, Monsols, Ouroux, Saint-Christophe, Saint-Mamert et Trades[1].

## Héraldique
| Blason de Saint-Jacques-des-Arrêts | Blason  | De gueules au croissant d'argent; au chef cousu d'azur chargé d'une coquille d'or accostée de deux étoiles d'argent. |
| Blason de Saint-Jacques-des-Arrêts | Détails | Le statut officiel du blason reste à déterminer.                                                                     |

## Politique et administration

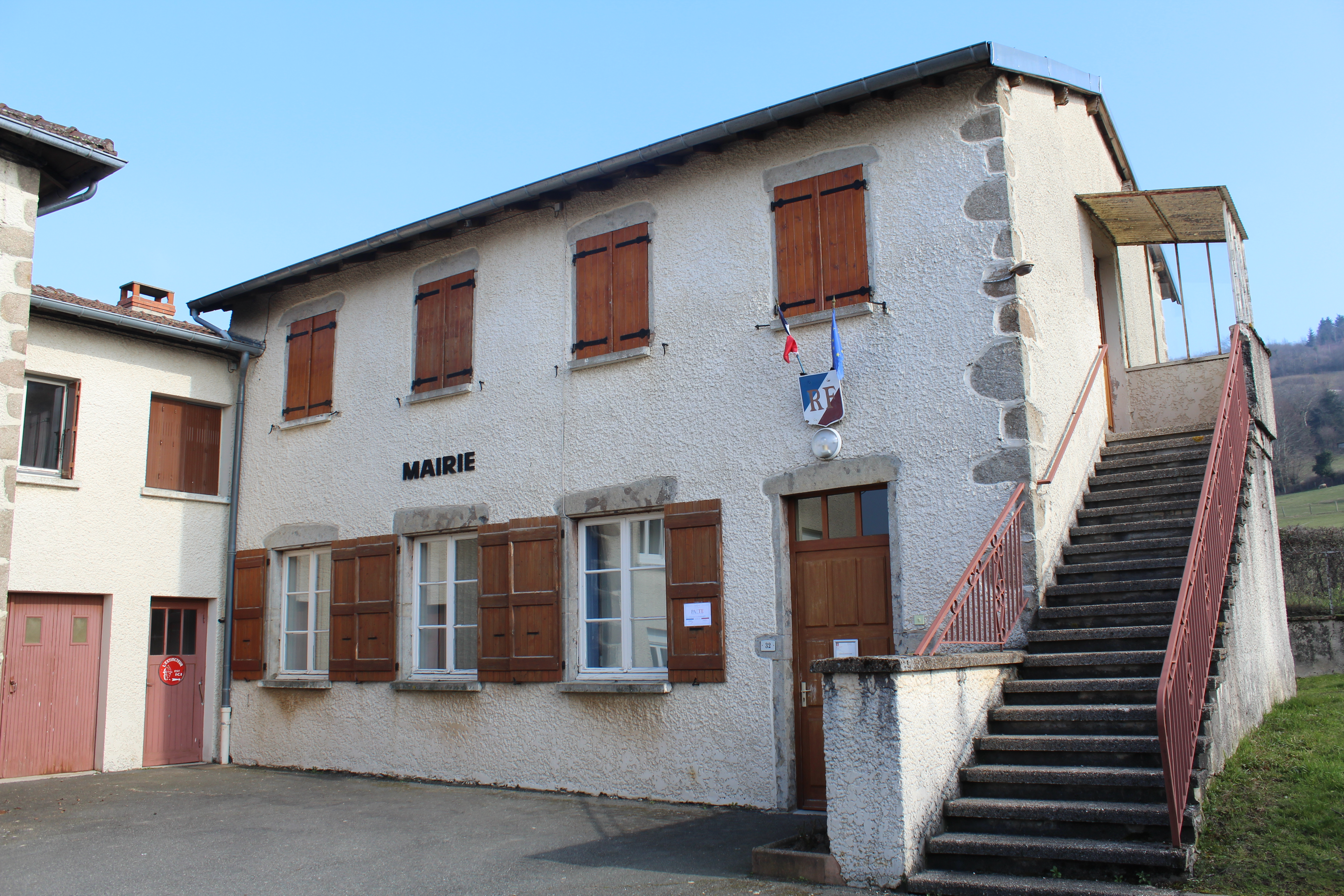
Mairie.

| Période | Période | Identité          | Étiquette | Qualité |
| ------- | ------- | ----------------- | --------- | ------- |
| 2001    | 2014    | Lucien Briday     | DVD       |         |
| 2014    |         | Béatrice Lacharme |           |         |

## Démographie
L'évolution du nombre d'habitants est connue à travers les recensements de la population effectués dans la commune depuis 1793. Pour les communes de moins de 10 000 habitants, une enquête de recensement portant sur toute la population est réalisée tous les cinq ans, les populations de référence des années intermédiaires étant quant à elles estimées par interpolation ou extrapolation. Pour la commune, le premier recensement exhaustif entrant dans le cadre du nouveau dispositif a été réalisé en 2007.

En 2016, la commune comptait 105 habitants, en évolution de −4,55 % par rapport à 2010 (Rhône : +3,93 %, France hors Mayotte : +2,11 %).
| 1793 | 1800 | 1806 | 1821 | 1831 | 1836 | 1841 | 1846 | 1851 |
| ---- | ---- | ---- | ---- | ---- | ---- | ---- | ---- | ---- |
| 372  | 410  | 365  | 385  | 402  | 416  | 450  | 484  | 482  |

| 1856 | 1861 | 1866 | 1872 | 1876 | 1881 | 1886 | 1891 | 1896 |
| ---- | ---- | ---- | ---- | ---- | ---- | ---- | ---- | ---- |
| 476  | 481  | 411  | 390  | 385  | 395  | 441  | 437  | 372  |

| 1901 | 1906 | 1911 | 1921 | 1926 | 1931 | 1936 | 1946 | 1954 |
| ---- | ---- | ---- | ---- | ---- | ---- | ---- | ---- | ---- |
| 332  | 326  | 289  | 247  | 243  | 243  | 200  | 200  | 191  |

| 1962 | 1968 | 1975 | 1982 | 1990 | 1999 | 2006 | 2007 | 2012 |
| ---- | ---- | ---- | ---- | ---- | ---- | ---- | ---- | ---- |
| 211  | 210  | 179  | 147  | 130  | 112  | 112  | 112  | 106  |

| 2016 | - | - | - | - | - | - | - | - |
| ---- | - | - | - | - | - | - | - | - |
| 105  | - | - | - | - | - | - | - | - |

## Lieux et monuments

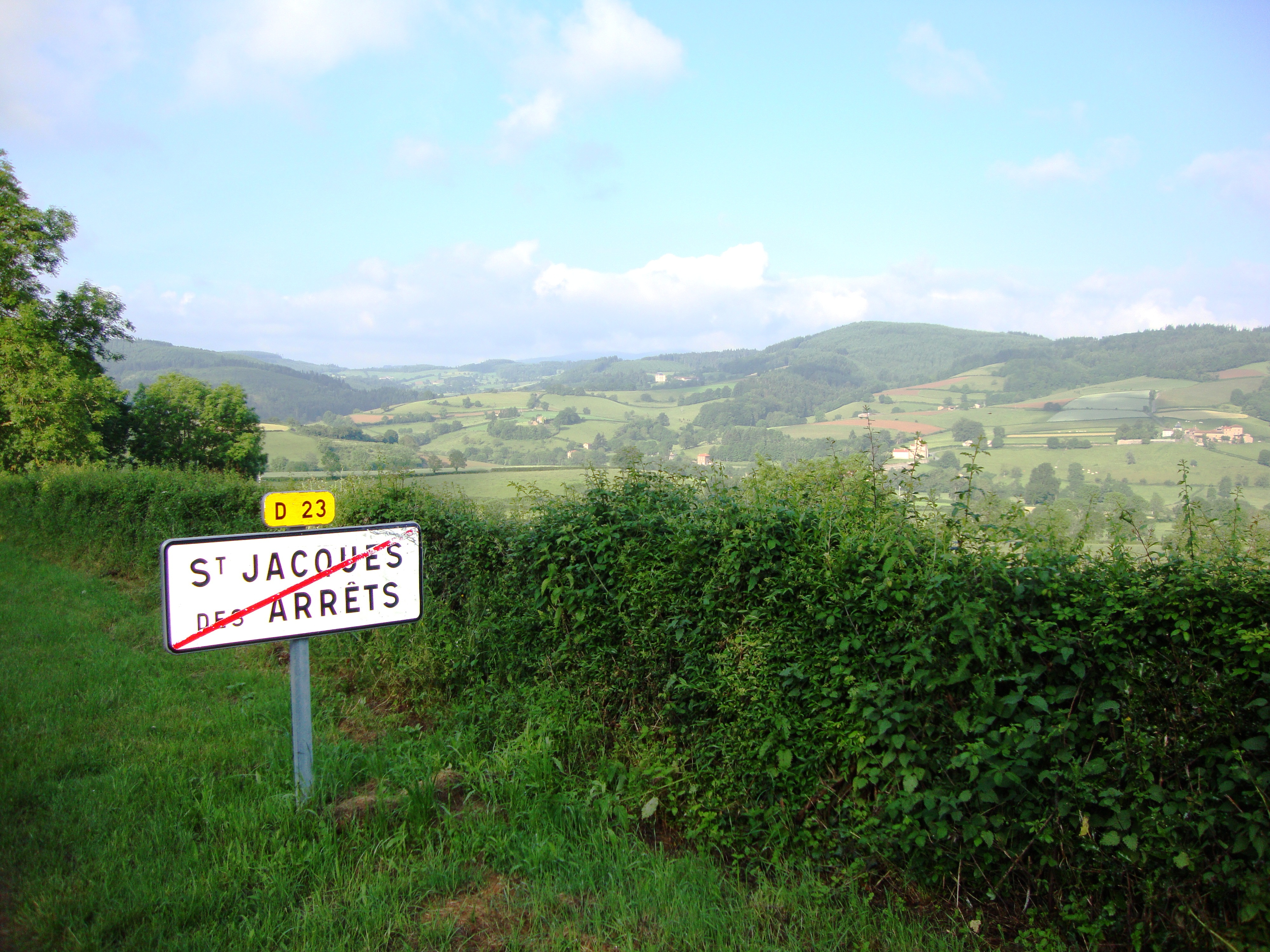
Paysage.

- Le village est situé sur le chemin de Saint-Jacques-de-Compostelle qui partait de Cluny et rejoignait Le Puy-en-Velay. Une portion de l'actuel GR 7 suit à peu près cet itinéraire.
- Dans l'église, 19 peintures monumentales, œuvres signées de l'artiste lyonnais Jean Fusaro (né en 1925, élève de Henri Vieilly et de Jacques Laplace à l'école des Beaux-Arts de Lyon) ont été installées par le département du Rhône qui en est propriétaire. Commencée en 1990 sur l'idée du chargé de mission à la culture du conseil général du Rhône, cette œuvre voulue par Joseph Ducarre (canton de Monsols) et Michel Mercier, président du conseil général du Rhône, garde des Sceaux - ministre de la Justice (au moment de l'inauguration -29 mai 2010- ministre de l'Aménagement du territoire et de l'Espace rural), comporte deux aspects principaux : un axe européen (saint Jacques sur les chemins de Compostelle et saints Cyrille et Méthode - nommés copatrons de l'Europe dans l'encyclique de Jean Paul II de décembre 1980). En outre un thème est consacré aux racines chrétiennes en Gaule conquise, avec les saints et martyrs de 177 à Lyon (Blandine, Pothin, Irénée). Également un chemin de croix, à la fois humaniste et naïf, ponctue les murs latéraux de l'église. D'autres peintures monumentales - qui ne renient en rien l'admiration du peintre pour Ensor, Bosch, Bonnard ou Chagall - donnent du talent de Fusaro une autre perception (saint Agobard patrons des Ufologues, le baptême du Christ par Jean le Baptiste, Golgotha en Beaujolais, tableau qui comporte des scènes où l on retrouve entre autres l'autoportrait du peintre, le portrait de son épouse, celui de Lucien Briday maire du village) ou encore Frédéric Giuliani (directeur du service culture qui a porté l'aspect technique du chantier). L'ensemble de cette œuvre de 60 m2 inaugurée par Michel Mercier et le cardinal Philippe Barbarin, permet de parler de véritable « bijou dans son écrin » (comme le dit le critique d'art Bernard Gouttenoire), pérennisant ainsi pour les siècles à venir l'œuvre du peintre. L'église de Saint-Jacques-des-Arrêts rejoint le circuit des grandes églises françaises décorées par des artistes contemporains comme Arcabas à Saint-Hugues-de-Chartreuse, mais surtout la chapelle du Rosaire peinte par Matisse à Vence, la chapelle décorée par Cocteau à Villefranche sur mer, ou encore l'église du plateau d'Assy face au Mont Blanc où l'abbé Couturier (dominicain) avait réuni dès les années 1940, le meilleur des artistes de son temps (Matisse, Bonnard, Léger, Rouault, Chagall, Germaine Richier, Jean Bazaine, etc.) faisant du site -contrairement à l'église de Saint-Jacques-des-Arrêts- une église "musée".
- Au hameau des Charmes, subsiste une tour en ruines qui rappelle la présence au Moyen Âge d'un château féodal.

## Personnalités liées à la commune
- Gérard Guillaumat vit à Saint-Jacques-des-Arrêts (Rhône) où il décède le 4 avril 2015 . Il a reçu visite amicale de Miou-Miou, Arditti et Lucchini. Il est un élève de Charles Dullin et il a connu Louis Jouvet et Gérard Philippe. Il est aussi compagnon de Roger Planchon et de Marcel Maréchal dès le début du Théâtre national populaire à Lyon-Villeurbanne. Il propose toujours des spectacles lecture. On l'a entendu notamment dans le Giaccometti de Jean Genet. Souvent seul en scène, il se produit également à Genève, lors des représentations de "l'homme qui rit" de Victor Hugo, mise en scène de Isabelle Chladek, interprétées par Gérard Guillaumat et Isabelle Chladek, au théâtre des Marionnettes de Genève (10 au 21 février 2010).
- Jean Fusaro vit et travaille dans la banlieue lyonnaise. Il est peintre et auteur des œuvres monumentales commandées par le département du Rhône entre 1990 et 2010 pour décorer l'église de Saint-Jacques-des-Arrêts, dont il dit que c'est son « grand œuvre", dont Bernard Gouttenoire, critique d'art, "chargé de mission pour le Département du Rhône", a été l'inventeur du projet.  »[réf. nécessaire].